# アクアラング (音楽家)
マット・ヘイルズ（英: Matt Hales、1972年1月17日 - ）は、アクアラング（英: Aqualung）名義で活動するイギリス・イングランドのシンガーソングライター、ミュージシャン、作曲家、音楽プロデューサー。2010年にロサンゼルスに移住し、以降アメリカでの活動が中心。

## 来歴

### 生い立ち〜バンド活動
サウサンプトン出身。4歳の頃から家のピアノを使って作曲を始める。16歳の頃に、作曲の勉強の為の奨学金をウィンチェスター・カレッジから授与され、年内に自身初の交響曲「Life Cycle」を作曲。その後、バンドを結成し、1990年の春にアルバムを制作するも解散。同年、シティ大学ロンドンで音楽を勉強するためにロンドンに移住。
1992年に新たにバンド「Gravel Monsters」を結成。年内にバンド名を「RUTH」に変更し、1999年にArc Recordsからデビューアルバム『Harrison』をリリース。2000年の夏に再びバンド名を「45s」に変更し、マーキュリー・レコードと短期契約を結ぶ。以後、2枚のシングルを発表するが、2002年3月に契約を解除され「45s」は解散する。

### アクアラングとして
「45s」の解散と同時に、ソロプロジェクト「アクアラング」の活動を開始させ、2002年9月16日にデビューシングル「Strange and Beautiful (I'll Put a Spell on You)」を発表。同曲はフォルクスワーゲンのコマーシャルにも使用され、全英シングルチャート7位を記録。同年9月30日、デビューアルバム『アクアラング』を発売。全英アルバムチャート15位を記録し、ゴールドディスクにも認定される。
2003年10月27日、2枚目のアルバム『スティル・ライフ』を発売。同アルバムに収録されている「Brighter Than Sunshine」はアメリカのテレビドラマシリーズ「CSI:科学捜査班」や、アメリカの映画『最後に恋に勝つルール』に使用されるなど、イギリス国内外で人気を集める楽曲となった。
2005年にアメリカのコロムビア・レコードと契約し、『アクアラング』と『スティル・ライフ』の楽曲から選出されたコンピレーション・アルバム『Strange and Beautiful』を同年3月22日に発売。ビルボードのヒートシーカーズ・アルバムチャートで3位を記録。その後多数のアメリカのテレビドラマ にアクアラングの楽曲が使用された。また、この作品以降自身の作品及び他アーティストのプロデュースやミキシング、レコーディング・エンジニア、マニピュレーター等としても活動。
2005年のフジロックフェスティバルに出演し、『Strange and Beautiful』発売以降2年間キャリー・ブラザーズ（英: Cary Brothers）、トム・マクレー（英: Tom McRae）らと北米ツアーを行い、2007年3月に3枚目のアルバム『メモリー・マン』を発売。同アルバムでは、ローズ・ピアノ、グロッケンシュピール、エレキギター、ハーモニウム、ヴォコーダーなどの様々な楽器を使用。
2008年10月7日、4枚目のアルバム『ワーズ・アンド・ミュージック』をアメリカのレーベルヴァーヴ・フォアキャスト・レコードから発売。2010年にロサンゼルスに移住し、アルバムの制作を始める。同年4月20日、アルバム『Magnetic North』を発売。以降アクアラングとしての活動を休止し、他アーティストの制作への参加を主に活動する。
2013年5月、アクアラングとしてのアルバム制作を開始することをFacebookで発表。2015年1月18日、アルバム『テン・フューチャーズ』を発売。このアルバムはアクアラングのファンであるディスクロージャーからの共作オファーがきっかけで制作された。同年のフジロックフェスティバルへの出演が発表された。

## 参加作品

### プロデュース
- Seabird

アルバム『Rocks into Rivers』（2009年）
- アクアラング & ルーシー・シュワルツ

「Cold」（2010年）
- Amy Meredith

シングル「Pick Up Your Tricks」（2011年）
- For King & Country

アルバム『Crave』（2012年）
- ダイアン・バーチ

シングル「Unfucked」（2012年）
- リアン・ラ・ハヴァス（英: Lianne La Havas）

アルバム『Is Your Love Big Enough?』（2012年）
- ローラ・ジャンセン（英: Laura Jansen）

アルバム『Elba』（2013年）
- ルーシー・シュワルツ

アルバム『Timekeeper』（2013年）

### 作曲・編曲
| アーティスト                                   | 楽曲名                                    | 収録アルバム                                                            | 共作者 |
| ---------------------------------------------- | ----------------------------------------- | ----------------------------------------------------------------------- | --- |
| ティエスト                                     | UR                                        | 『Just Be』                                                             | ティエスト |
| クリストフ・ウィレム （英: Christophe Willem） | Heartbox                                  | 『Caféine』                                                             | ガイ・チェンバース（英: Guy Chambers）                                                                          |
| 平井堅                                         | even if 〜instrumental〜                  | 『Ken's Bar II』                                                        | Ken Hirai |
| ブルック・フレイザー （英: Brooke Fraser）     | Who Are We Fooling? (featuring Aqualung)  | 『Flags』                                                               | ブルック・フレイザー                                                                                            |
| ボーイゾーン                                   | Time                                      | 『Brother』                                                             | グレッグ・ウェルズ（英: Greg Wells） キム・オリバー（英: Kim Oliver）                                           |
| Amy Meredith （英: Amy Meredith）              | Pick Up Your Tricks                       | -                                                                       | Amy Meredith |
| アクアラング & ルーシー・シュワルツ            | Cold                                      | 『トワイライト・サーガ/ブレイキング・ドーン Part1（サウンドトラック）』 | ルーシー・シュワルツ                                                                                            |
| ヒメナ・サリニャーナ （英: Ximena Sariñana）   | Wrong Miracle                             | 『Ximena Sariñana』                                                     | ヒメナ・サリニャーナ                                                                                            |
| For King & Country （英: For King & Country）  | Light It Up                               | 『Crave』                                                               | For King & Country                                                                                              |
| For King & Country （英: For King & Country）  | Pushing on a Pull Door                    | 『Crave』                                                               | For King & Country                                                                                              |
| グッド・オールド・ウォー （英: Good Old War）  | Amazing Eyes                              | 『Come Back As Rain』                                                   | グッド・オールド・ウォー                                                                                        |
| ダイアン・バーチ                               | Unfucked                                  | -                                                                       | ダイアン・バーチ                                                                                                |
| ジェイソン・ムラーズ                           | Everything Is Sound                       | 『Love Is a Four Letter Word』                                          | ジェイソン・ムラーズ マイク・デイリー（英: Mike Daly） マーティン・テレフェ（英: Martin Terefe） Tyler Phillips |
| パロマ・フェイス （英: Paloma Faith）          | Just Be                                   | 『Fall to Grace』                                                       | パロマ・フェイス グレッグ・ウェルズ                                                                             |
| リアン・ラ・ハヴァス （英: Lianne La Havas）   | Is Your Love Big Enough?                  | 『Is Your Love Big Enough?』                                            | リアン・ラ・ハヴァス ウィリー・メイソン（英: Willy Mason）                                                      |
| リアン・ラ・ハヴァス （英: Lianne La Havas）   | No Room For Doubt (featuring Willy Mason) | 『Is Your Love Big Enough?』                                            | リアン・ラ・ハヴァス ウィリー・メイソン（英: Willy Mason）                                                      |
| リアン・ラ・ハヴァス （英: Lianne La Havas）   | Lost & Found                              | 『Is Your Love Big Enough?』                                            | リアン・ラ・ハヴァス                                                                                            |
| リアン・ラ・ハヴァス （英: Lianne La Havas）   | Au Cinéma                                 | 『Is Your Love Big Enough?』                                            | リアン・ラ・ハヴァス                                                                                            |
| リアン・ラ・ハヴァス （英: Lianne La Havas）   | Age                                       | 『Is Your Love Big Enough?』                                            | リアン・ラ・ハヴァス                                                                                            |
| リアン・ラ・ハヴァス （英: Lianne La Havas）   | Everything Everything                     | 『Is Your Love Big Enough?』                                            | リアン・ラ・ハヴァス                                                                                            |
| リアン・ラ・ハヴァス （英: Lianne La Havas）   | Gone                                      | 『Is Your Love Big Enough?』                                            | リアン・ラ・ハヴァス                                                                                            |
| リアン・ラ・ハヴァス （英: Lianne La Havas）   | They Could Be Wrong                       | 『Is Your Love Big Enough?』                                            | リアン・ラ・ハヴァス                                                                                            |
| BT                                             | Surrounded                                | 『A Song Across Wires』                                                 | BT |
| ローラ・ジャンセン （英: Laura Jansen）        | The Lighthouse                            | 『Elba』                                                                | ローラ・ジャンセン                                                                                              |
| ローラ・ジャンセン （英: Laura Jansen）        | Queen of Elba                             | 『Elba』                                                                | ローラ・ジャンセン                                                                                              |
| ローラ・ジャンセン （英: Laura Jansen）        | Golden                                    | 『Elba』                                                                | ローラ・ジャンセン                                                                                              |
| ローラ・ジャンセン （英: Laura Jansen）        | Around the Sun                            | 『Elba』                                                                | ローラ・ジャンセン                                                                                              |
| ローラ・ジャンセン （英: Laura Jansen）        | Little Things (You)                       | 『Elba』                                                                | ローラ・ジャンセン デヴィッド・スネドン（英: David Sneddon） ジェームズ・バウアミーン（英: James Bauer-Mein）   |
| ローラ・ジャンセン （英: Laura Jansen）        | Same Heart                                | 『Elba』                                                                | ローラ・ジャンセン キム・オリバー                                                                               |
| サラ・バレリス                                 | Eden                                      | 『ザ・ブレスド・アンレスト』                                            | サラ・バレリス                                                                                                  |
| サラ・バレリス                                 | Islands                                   | 『ザ・ブレスド・アンレスト』                                            | サラ・バレリス                                                                                                  |
| ルーシー・シュワルツ                           | Boomerang                                 | 『Timekeeper』                                                          | ルーシー・シュワルツ                                                                                            |